# Velilla de Jiloca
Velilla de Jiloca è un comune spagnolo di 118 abitanti situato nella comunità autonoma dell'Aragona.